# Edward Sommerville
Edward Sommerville (21 de marzo de 2005) es un deportista australiano que compite en natación, especialista en el estilo libre. Ganó una medalla de plata en el Campeonato Mundial de Natación en Piscina Corta de 2024, en la prueba de 4 × 200 m libre.

## Palmarés internacional
| Campeonato Mundial en Piscina Corta | Campeonato Mundial en Piscina Corta | Campeonato Mundial en Piscina Corta | Campeonato Mundial en Piscina Corta |
| Año                                 | Lugar                               | Medalla                             | Prueba                              |
| ----------------------------------- | ----------------------------------- | ----------------------------------- | ----------------------------------- |
| 2024                                | Budapest (Hungría)                  | Medalla de plata                    | 4 × 200 m libre                     |